# Enlightenment Foundation Libraries
Enlightenment Foundation Libraries (EFL) – zestaw silnie zmodularyzowanych bibliotek, na których opiera się środowisko graficzne ("powłoka graficzna") Enlightenment DR17 (E17). Biblioteki te można także używać do innych aplikacji, dużą popularnością cieszy się zwłaszcza Imlib.

## Biblioteki składowe
EFL składa się z następujących bibliotek:
- Imlib, Imlib2 – wyświetlanie i obsługa efektów dla grafiki (obrazów)
- EDB – obsługa baz danych
- EET – obsługa archiwów
- Evas – obsługa warstw graficznych (grafika i tekst)
- Ecore – obsługa zdarzeń
- Epeg – obsługa miniaturek w formacie JPEG
- Epsilon – obsługa miniaturek w standardzie freedesktop.org
- Etox – wyświetlanie i obsługa efektów dla tekstu
- Edje – obsługa interfejsu użytkownika
- Embryo – obsługa skryptów
- EWL – biblioteka widgetów
- Emotion – odtwarzanie filmów na bazie xine
- Evoak
- Esmart

## Biblioteki wycofane i przestarzałe
- Ebits – zastąpiona przez Edje
- EWD – zastąpiona przez Ecore
- Estyle – zastąpiona przez Etox